# شهرستان آوازه
شهرستان آوازه (به لاتین: Avaza District) یک منطقهٔ مسکونی در ترکمنستان است که در استان بلخان واقع شده‌است.